# Sally Bigham
Sally Bigham (* 11. April 1978 in Pool-in-Wharfedale) ist eine ehemalige englische Mountainbikerin, die im  MTB-Marathon aktiv war.

## Werdegang
Seit 2007 wird Bigham in den Ergebnislisten der UCI geführt, dabei hat sie sich auf die Disziplin MTB-Marathon spezialisiert. Im Verlauf ihrer Karriere gewann sie sechsmal die nationalen Meisterschaften und 16 Rennen der UCI MTB Marathon Series. Bei den UCI-Mountainbike-Marathon-Weltmeisterschaften und den UEC-Mountainbike-Europameisterschaften gewann Bigham insgesamt 6 Silbermedaillen, 2016 gewann sie nach mehreren Anläufen bei den Europameisterschaften ihren ersten und einzigen internationalen Titel.
Bigham ist mehrfache Starterin beim Cross-Country-Etappenrennen Absa Cape Epic, in den Jahren 2011 und 2012 gewann sie jeweils die Gesamtwertung. 2015 sicherte sie sich die Gesamtwertung beim Swiss Epic gemeinsam mit Adelheid Morath.
Nach eineinhalbjähriger Rennpause nach der Geburt ihres Kindes gab Bigham in der Saison 2018 für ein Jahr ihr Comeback und gewann die nationalen Meisterschaften sowie ein Rennen der UCI MTB Marathon Series, bei den Weltmeisterschaften belegte sie den 13. Platz.

## Erfolge
| 2008 - Britische Meisterin – Marathon XCM 2009 - Britische Meisterin – Marathon XCM 2010 - Britische Meisterin – Marathon XCM 2011 - Europameisterschaften – Marathon XCM - Gesamtwertung Absa Cape Epic mit Karien van Jaarsveld 2012 - Europameisterschaften – Marathon XCM - Gesamtwertung Absa Cape Epic mit Esther Süss | 2013 - Weltmeisterschaften – Marathon XCM - Europameisterschaften – Marathon XCM - Britische Meisterin – Marathon XCM 2014 - Europameisterschaften – Marathon XCM - Britische Meisterin – Marathon XCM 2015 - Gesamtwertung Swiss Epic mit Adelheid Morath 2016 - Weltmeisterschaften – Marathon XCM - Europameisterin – Marathon XCM 2018 - Britische Meisterin – Marathon XCM |